# Metropolitan Tower
La Metropolitan Tower és un gratacel residencial novaiorquès de 218 d'alt per a 68 pisos. Es troba a la part oest del carrer 57, a Midtown, Manhattan.